# Margaret de Carrick
Ne pas confondre avec Marjorie Bruce, sa petite-fille
Margaret (ou Marjorie) de Carrick (morte en 1292) comtesse de Carrick de 1256 à 1292.

## Origine
Margaret ou Marjorie de Carrick était la fille et héritière du comte Neil de Carrick et de Margaret Stuart. Elle devint elle-même comtesse de Carrick de Suo jure à la mort de son père.

## Unions et postérité
Margaret contracte une première union en 1266 avec Adam de Kilconquhar mort en 1270 à la Huitième croisade puis en 1271 avec Robert Bruce 6e seigneur d'Annandale.
Selon la tradition, ce dernier, compagnon d'armes de son premier époux, aurait été chargé de lui annoncer son décès. La veuve séduite par ce « beau et jeune chevalier » se serait immédiatement remariée avec lui. En fait, cette union ne fut pas seulement un « coup de foudre romantique », elle permet à la comtesse de s'assurer un allié puissant, en contrepartie, c'était une promotion sociale pour la Maison de Bruce. Le roi Alexandre III d'Écosse ne fut guère heureux de ce mariage conclu sans son accord, il saisit momentanément le comté de Carrick en 1275 et emprisonna même les jeunes époux avant de leur pardonner et de les restaurer dans leur fief.
On considère traditionnellement que Thomas Randolph 1er comte de Moray et régent d'Écosse de 1329 à 1332 qui est qualifié de « neveu » par le roi Robert Ier d'Écosse qui le désigne comme futur régent dans les réglements de succession de 1315 et 1318 était le fils de Thomas Randolph, chambellan d'Écosse, et d'une fille anonyme de Marjorie et de son premier époux.
De son mariage en 1271 avec Robert Bruce qui était devenu comte de Carrick de jure uxoris sont nés :
- Christina Bruce épouse en 1292 Gartnait comte de Mar mort en 1305 puis Christopher Seton exécuté en 1307 puis en 1326 Andrew Murray de Bothwell.
- Robert Ier d'Écosse
- Édouard Bruce
- Thomas Bruce, exécuté en 1307 à Carlisle.
- Alexander Bruce, exécuté en 1307 à Carlisle.
- Nigel Bruce, exécuté en 1306 à Berwick.
- Mary Bruce, morte en 1323, épouse de Neil Campbell de Lochow.
- Isabel Bruce morte en 1358 épouse en 1293 du roi Éric II de Norvège
- Matilda Bruce épouse Hughes, comte de Ross, tué en 1333 à la bataille de Halidon Hill

## Source
- G.W.S. Barrow Robert Bruce and the Community of the Realm E.U.P 4e réédition (Edinburgh 2005)  (ISBN 978-0-7486-2022-7)